# Jan Jensen
Jan Jensen es un deportista danés que compitió en remo. Ganó una medalla de oro en el Campeonato Mundial de Remo de 1981, en la prueba de ocho con timonel ligero.

## Palmarés internacional
| Campeonato Mundial | Campeonato Mundial | Campeonato Mundial | Campeonato Mundial      |
| Año                | Lugar              | Medalla            | Prueba                  |
| ------------------ | ------------------ | ------------------ | ----------------------- |
| 1981               | Múnich (RFA)       | Medalla de oro     | Ocho con timonel ligero |